# Rajmund Fodor
Rajmund Fodor (Szeged, 21 de fevereiro de 1976) é um jogador de polo aquático húngaro, tricampeão olímpico.

## Carreira
Rajmund Fodor fez parte do elenco campeão olímpico de 2000 e 2004.